# الدشيرة الجهادية
الدشيرة الجهادية هي مدينة في عمالة إنزكان أيت ملول بجهة سوس ماسة في المغرب، وهي تضم 100336 نسمة، حسب الإحصاء العام للسكان والسكنى لسنة 2014.
يحدها من الشمال والشرق والغرب مدينة أكادير، ومن الجنوب مدينة إنزكان.

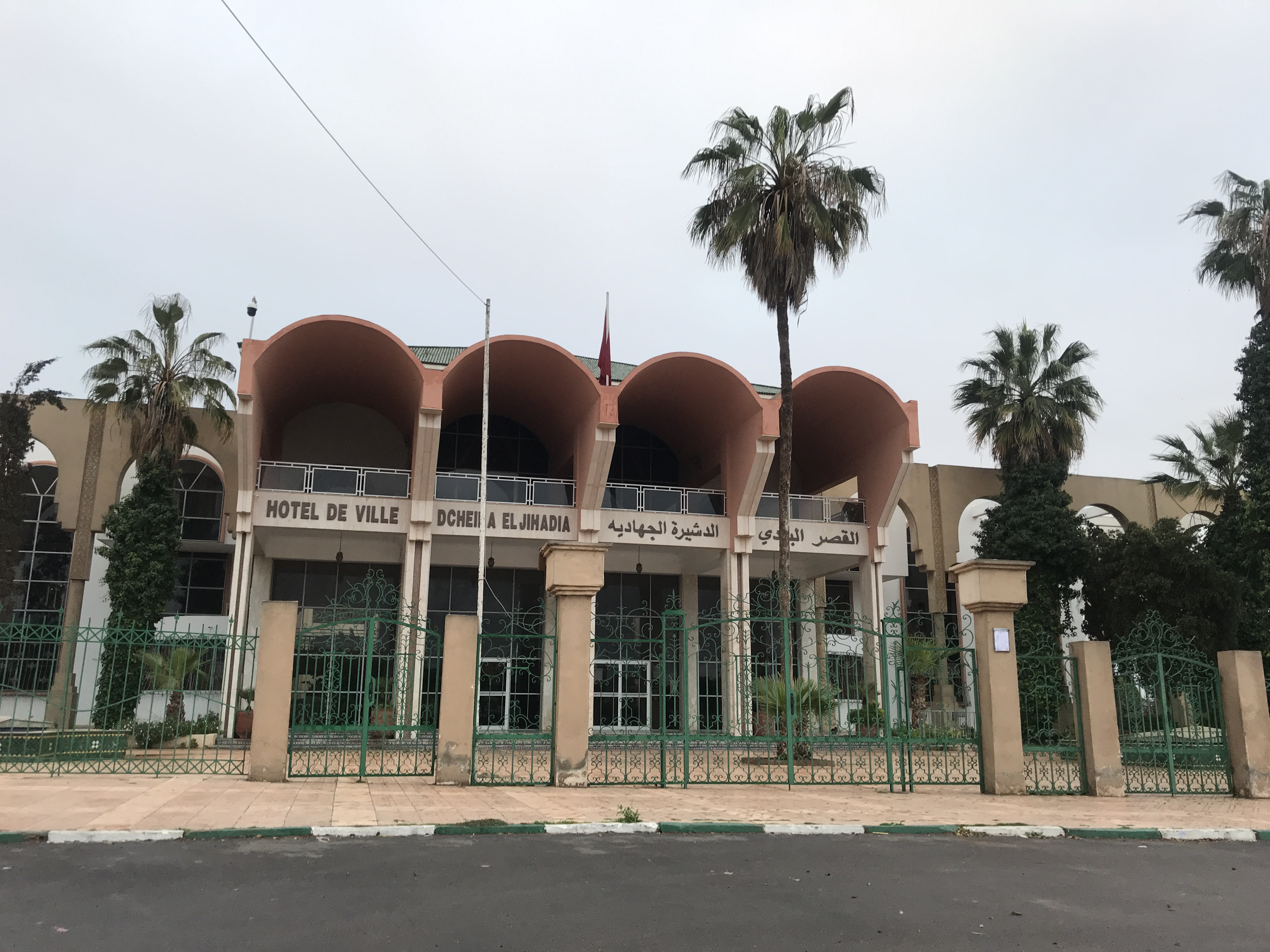
مقر الجماعة الحضرية للدشيرة الجهادية

## التسمية
اسم «الدشيرة الجهادية» مركب من كلمتين:
- الدشيرة: جاءت من المدشر وهو تصغير لكلمة الدشر بالعامية وهو عبارة عن تجمع سكاني على شكل دائري ملتحم، وهي مرحلة من التطور الهندسي في فن العمارة في الجنوب المغربي، ويسمى أيضا القصر أو مجموعة من الدواوير أو التجمعات السكانية التي تفصل بينها مسالك وحقول فلاحية.
- الجهادية: كلمة عربية تعني الجهاد ويقصد بها هنا عملية التويزة التي تم اعتمادها لشق تاركا الجهاد أو ساقية الجهاد التي تم حفرها ومدها بطريقة جماعية وتطوعية من الشمال الشرقي لواد سوس (منطقة أيت ملول) على الضفة اليمنى لواد سوس باتجاه الغرب مرورا بحي الجهادية الحالي (شرق الدشيرة) والذي كان عبارة عن عرسات وأراضي فلاحية سقوية مرورا بما كان يعرف بتكوت إنزكان (غرب إنزكان) = (بوعايــن) وبجنوب حي ارحــالن والغياتن وليشالي وصولا إلى ما كان يسمى بـ بيفانضي، كلمة فرنسية تعني: Défendu Domaine des eaux et forets.

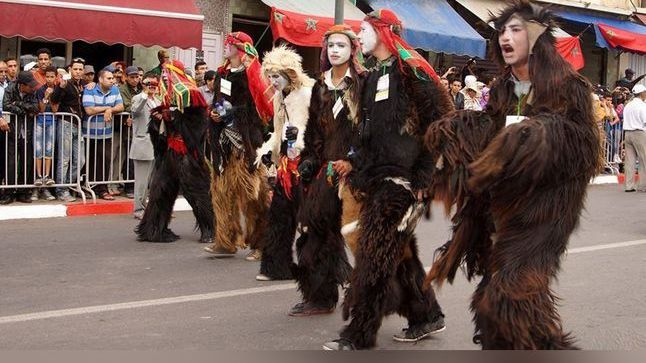
كرنفال بوجلود في مدينة الدشيرة الجهادية

## التعليم
قائمة المؤسسات التعليمية في مدينة الدشيرة الجهادية:

### التعليم الإبتدائي
- مدرسة الأدارسة
- مدرسة الإمام البخاري
- مدرسة 18 نونبر
- مدرسة الشهداء
- مدرسة أم المؤمنين
- مدرسة السعديين
- مدرسة السلام
- مدرسة النهضة
- مدرسة ابن النفيس
- مدرسة ابن الفارض
- مدرسة علال بن عبد الله
- مدرسة خالد بن الوليد
- مدرسة 20 غشت

### التعليم الإعدادي
- إعدادية البوشواريين
- إعدادية الفردوس
- إعدادية طه حسين
- إعدادية القاضي عياض
- إعدادية علال الفاسي

### التعليم الثانوي
- ثانوية عمر الخيام
- ثانوية حمان الفطواكي
- ثانوية فيصل بن عبد العزيز

## النقل والطرق

### النقل
تتوفر مدينة الدشيرة الجهادية على سيارات أجرة من الحجم الصغير والحجم الكبير، كما تمر بها حافلات شركة ألزا من خلال 6 خطوط، تربط بين إنزكان وأكادير، وتمر بمجموعة من الأحياء التابعة لمدينة الدشيرة الجهادية.

### الطرق
نظراً لصغر مساحة المدينة، فأغلب شوارعها تم تعبيدها، وكذلك مختلف الأحياء تصلها طرق معبدة. ويعتبر شارع بئر انزران أطول وأهم شارع بالمدينة، فهو الذي يضم مختلف المتاجر والمقاهي والمطاعم والأبناك وباقي الأنشطة التجارية.

## الصحة
قائمة المؤسسات الصحية في مدينة الدشيرة الجهادية:
- المركز الصحي تبارين
- المركز الصحي إرحالن
- المركز الصحي الجهادية

## أحياء مدينة الدشيرة الجهادية
| حي آيت طالب        | حي تبارين      | حي آيت عيسى   | حي تكمي أوفلا | حي ايت داود  |            |
| حي تافوكت / فاديسا | حي القدس       | حي المرس      | حي الإلهام    | حي إكروماعي  |            |
| حي السباعي         | حي عناش        | حي بئر أنزران | حي الربيع     | حي الياسمين  |            |
| حي أموكاي          | حي كسكس        | حي أمزيلن     | حي تكركورت    | حي الضحى     |            |
| حي أكي واكي        | حي تاسيلا      | حي النهضة     | حي الأدارسة   | حي لابيركولا |            |
| حي رشدي            | حي اكي فاردن   | حي النسيم     | حي آرحالن     | حي آيت كيوان |            |
| حي آيت أوبيه       | حي الزيتون     | حي المستوصف   | حي السلام     | حي الجديد    |            |
| حي إلغياتن         | حي القاضي عياض | حي آيت العربي | حي أمزيلن     | حي والحوري   | حي الإحسان |

## الرياضة
قائمة الجمعيات الرياضية في الدشيرة الجهادية:
- أولمبيك الدشيرة
- جمعية وداد الدشيرة للرياضة والثقافة
- جمعية أطلس الدشيرة

قائمة الملاعب والقاعات الرياضية في الدشيرة الجهادية:
- ملعب عبد الله أولمداني
- ملعب أحمد فانا
- قاعة الرياضات محمد أوبجمعة عشرة